# Bìm Bắc Bộ
Bìm Bắc Bộ (danh pháp: Merremia tonkinensis) là một loài thực vật có hoa trong họ Bìm bìm. Loài này được nhà thực vật học Nguyễn Thanh Nhàn mô tả khoa học đầu tiên năm 1990.